# Roales (ort)
Roales är en ort i Spanien.   Den ligger i provinsen Provincia de León och regionen Kastilien och Leon, i den nordvästra delen av landet, 230 km nordväst om huvudstaden Madrid. Roales ligger 748 meter över havet och antalet invånare är 238.
Terrängen runt Roales är platt. Runt Roales är det glesbefolkat, med 10 invånare per kvadratkilometer. Närmaste större samhälle är Benavente, 17,1 km väster om Roales. Trakten runt Roales består till största delen av jordbruksmark.